# Parachernes franzi
Parachernes franzi är en spindeldjursart som beskrevs av Beier 1978. Parachernes franzi ingår i släktet Parachernes och familjen blindklokrypare. Inga underarter finns listade i Catalogue of Life.